# Prykladnyky
Prykladnyky (ukrainisch Прикладники; russisch Прикладники Prikladniki, polnisch Przykładniki) ist ein Dorf im Norden der ukrainischen Oblast Riwne mit etwa 270 Einwohnern (2004).
Das Dorf besitzt einen Grenzübergang nach Belarus und liegt am Ufer des Flusses Stochid sowie an der Regionalstraße P–76 28 km nordwestlich vom ehemaligen Rajonzentrum Saritschne und etwa 200 km nordwestlich vom Oblastzentrum Riwne.

## Geschichte
Die Ortschaft wurde 1554 zum ersten Mal schriftlich erwähnt und lag bis 1793 als Teil der Adelsrepublik Polen-Litauen in der Woiwodschaft Brześć Litewski. Danach kam es zum neugegründeten Gouvernement Minsk als Teil des Russischen Reiches.
Nach dem Ende des Ersten Weltkrieges wurde das Dorf ein Teil der Zweiten Polnischen Republik (Woiwodschaft Polesien, Powiat Pińsk, Gmina Chojno), nach dem Ausbruch des Zweiten Weltkrieges wurde das Gebiet durch die Sowjetunion und ab 1941 durch Deutschland besetzt. 1945 kam es endgültig zur Sowjetunion und wurde in die Ukrainische SSR eingegliedert. Nach dem Zerfall der Sowjetunion 1991 wurde er schließlich ein Teil der unabhängigen Ukraine.

## Verwaltungsgliederung
Am 12. Juni 2020 wurde das Dorf ein Teil neu gegründeten Landgemeinde Loknyzja; bis dahin war es ein Teil der Landratsgemeinde Sentschyzi im Norden des Rajons Saritschne.
Am 17. Juli 2020 wurde der Ort ein Teil des neugegründeten Rajons Warasch.